# Bowral
Bowral is een plaats in de Australische deelstaat New South Wales en telt 10.971 inwoners (2006).

## Overleden in Bowral
- Graham Kennedy (1934-2005), Australisch presentator en acteur